# Şınıx, Gädäbäy
Şınıx är en ort i Azerbajdzjan. Den ligger i distriktet Gädäbäy rajon, i den västra delen av landet, 400 km väster om huvudstaden Baku. Şınıx ligger 1 407 meter över havet och antalet invånare är 917.
Terrängen runt Şınıx är huvudsakligen kuperad. Şınıx ligger nere i en dal. Närmaste större samhälle är Beyuk-Kyshlag, 8,7 km öster om Şınıx.
Trakten runt Şınıx består i huvudsak av gräsmarker. Runt Şınıx är det ganska tätbefolkat, med 70 invånare per kvadratkilometer.